# Ernest Barberolle
Ernest Barberolle (16. november 1861 - 5. september 1948) var en fransk roer fra Paris.
Barberolle vandt, i en alder af 58 år, sølv ved OL 1920 i Antwerpen i disciplinen toer med styrmand. Han var bådens styrmand, og roerne var hans svigersøn Maurice Monney-Bouton samt Gabriel Poix. Franskmændene blev i finalen besejret af Italien, mens Schweiz fik bronze. Det var det eneste OL han deltog i.
Barberolle vandt desuden i 1920 EM-guld i toer med styrmand, mens det blev til en bronzemedalje i samme disciplin ved EM i 1923.

## OL-medaljer
- 1920:  Sølv i toer med styrmand